# Lustra Strona Druga

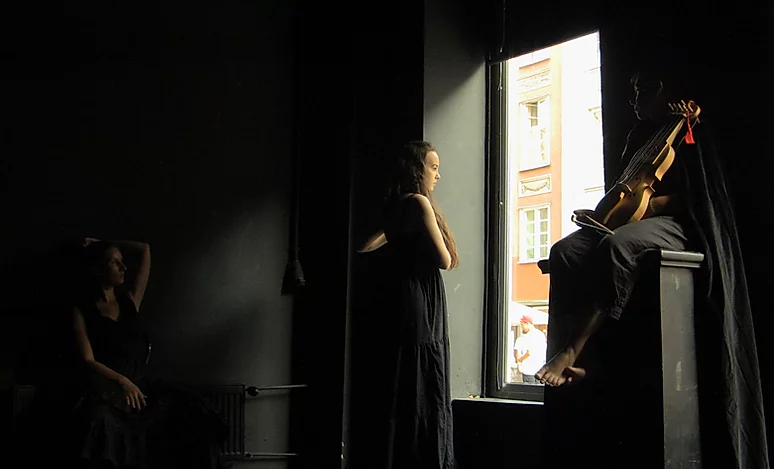
Teatr Lustra Strona Druga

Teatr Lustra Strona Druga – trójmiejski teatr offowy działający w latach 2005 - 2013. 
Teatr Lustra Strona Druga został założony przez wieloletnią aktorkę, współtwórczynię gdańskiego Teatru Snów Alicję Mojko w 2005 roku w Gdańsku. Początkowo działał na terenie Stoczni Gdańskiej. Od 2008 roku teatr był prowadzony przez Macieja Gorczyńskiego, byłego współpracownika Ośrodka Praktyk Teatralnych ,,Gardzienice".  Zespół był rezydentem m.in. Teatru Szekspirowskiego (Teatr w Oknie), Sopockiej Sceny OffdeBicz i Gdańskiego Archipelagu Kultury. Realizował zarówno przedstawienia salowe jak i uliczne. Krótkie spektakle, nazwane przez Alicję Mojko ,,impresjami teatralnymi" charakteryzowały się oszczędną scenografią, opracowanym w detalach ruchem scenicznym i wykonywaną na żywo muzyką. Podstawą autorskich scenariuszy były m.in. z reportaże Bruce'a Chatwina komedie i dramaty Williama Szekspira oraz opowiadania Bruno Schulza. W 2008 roku teatr współpracował w ramach międzynarodowego projektu Contacting the World z zambijskim Teatrem Barefeet. 
Teatr występował na licznych festiwalach m.in.: Contacting the World w Liverpoolu, Międzynarodowym Festiwalu Teatrów Plenerowych i Ulicznych FETA w Gdańsku, Festiwalu Szekspirowskim w Gdańsku, Łódzkich Spotkaniach Teatralnych, Studenckim Ogólnopolskim Festiwalu Teatralnym Kontestacje w Lublinie
Z teatrem współpracowało wielu trójmiejskich artystów i animatorów kultury, m.in.: Alicja Mańkowska, Krzysztof Dziwny Gojtowski, Alina Jurczyszyn, Weronika Uziak, Anna Urbańczyk, Sławomir Rodriguez Porębski, Małgorzata Mach, Katarzyna Huzarska, Sławomir Kochanek, Artur Aponowicz, Weronika Podlesińska, Adam Akerman, Celina Fit, Paula Siwak, Adrianna Lisewska, Paweł Oleksiński, Paweł Opieszyński, Kamil Kryk.

## Skład zespołu
Sezon 2012/2013
- Maciej Gorczyński
- Weronika Podlesińska
- Celina Fit
- Paula Siwak
- Paweł Oleksiński
- Adam Akerman
- Paweł Opieszyński

## Współpraca
- Małgorzata Mach
- Justyna Gabriel
- Katarzyna Huzarska
- Sławomir Rodriguez Porębski
- Akademickie Centrum Kultury Uniwersytetu Gdańskiego
- Teatr w Oknie, Fundacja Szekspirowska w Gdańsku

## Spektakle
- Łapacze Snów (2006), reż. Alicja Mojko
- Czaj Starego Samowara (2006), reż. Alicja Mojko
- Bez początku bez końca (2006), reż. Alicja Mojko
- Zwano Go Czasem Snu (2007), reż. Alicja Mojko
- Archedream (2008) we współpracy z Teatrem Barefeet z Zambii, reż. Alicja Mojko, międzynarodowy festiwal Contacting the World, Liverpool
- Igrając z burzą (2008) we współpracy z Teatrem Barefeet z Zambii, reż. Maciej Gorczyński, międzynarodowy festiwal Contacting the World, Liverpool
- Misja: Wiosna (2009), reż. Maciej Gorczyński, Sopocka Scena OffdeBicz[2]
- Makbet - Impresje (2011), reż. Maciej Gorczyński, Studencki Ogólnopolski Festiwal teatralny ,,Kontestacje" w Lublinie[3]
- Trzy wiedźmy (2012), reż. Maciej Gorczyński, Teatr w Oknie, Fundacja Szekspirowska, Gdańsk[4]

## Nagrody
- Misja: Wiosna - I nagroda (VIII Pułtuski Festiwal Teatrów Niezależnych ATENA 2010)